# Nuoto ai campionati europei di nuoto 2020 - 400 metri misti femminili
La specialità dei 400 metri misti femminili dei campionati europei di nuoto 2020 si è svolta il 17 maggio 2021 presso la Duna Aréna di Budapest, in Ungheria.

## Podio
| Pos.    | Atleta                                    | Nazione                |
| ------- | ----------------------------------------- | ---------------------- |
| Oro     | Katinka Hosszú                            | Ungheria               |
| Argento | Viktória Mihályvári-Farkas Aimee Willmott | Ungheria Gran Bretagna |

## Record
Prima della manifestazione il record del mondo (RM), il record europeo (EU) e il record dei campionati (RC) erano i seguenti.
|  | 4'26"36 | Katinka Hosszú | 6 agosto 2016 Rio de Janeiro |
|  | 4'26"36 | Katinka Hosszú | 6 agosto 2016 Rio de Janeiro |
|  | 4'30"90 | Katinka Hosszú | 16 maggio 2016 Londra        |

## Risultati

### Batterie
| Pos. | Batteria | Corsia | Atleta                     | Nazionalità          | Tempo   | Note |
| ---- | -------- | ------ | -------------------------- | -------------------- | ------- | ---- |
| 1    | 2        | 4      | Katinka Hosszú             | Ungheria             | 4'37"42 | Q    |
| 2    | 2        | 2      | Viktória Mihályvári-Farkas | Ungheria             | 4'38"07 | Q    |
| 3    | 1        | 6      | Boglárka Kapás             | Ungheria             | 4'40"03 |      |
| 4    | 1        | 4      | Aimee Willmott             | Gran Bretagna        | 4'40"19 | Q    |
| 5    | 2        | 6      | Zsuzsanna Jakabos          | Ungheria             | 4'40"50 |      |
| 6    | 1        | 5      | Ilaria Cusinato            | Italia               | 4'40"82 | Q    |
| 7    | 2        | 3      | Anja Crevar                | Serbia               | 4'41"14 | Q    |
| 8    | 2        | 7      | Catalina Corró             | Spagna               | 4'43"49 | Q    |
| 9    | 1        | 1      | Zoe Vogelmann              | Germania             | 4'43"51 | Q    |
| 10   | 2        | 5      | Sara Franceschi            | Italia               | 4'44"65 | Q    |
| 11   | 1        | 3      | Alba Vázquez               | Spagna               | 4'45"26 |      |
| 12   | 1        | 2      | Kim Herkle                 | Germania             | 4'46"86 |      |
| 13   | 2        | 1      | Katie Shanahan             | Gran Bretagna        | 4'47"28 |      |
| 14   | 1        | 7      | Giulia Goerigk             | Germania             | 4'48"36 |      |
| 15   | 2        | 8      | Iman Avdić                 | Bosnia ed Erzegovina | 5'06"88 |      |

### Finale
| Pos.    | Corsia | Atleta                     | Nazionalità   | Tempo   | Note |
| ------- | ------ | -------------------------- | ------------- | ------- | ---- |
| Oro     | 4      | Katinka Hosszú             | Ungheria      | 4'34"76 |      |
| Argento | 5      | Viktória Mihályvári-Farkas | Ungheria      | 4'36"81 |      |
| Argento | 3      | Aimee Willmott             | Gran Bretagna | 4'36"81 |      |
| 4       | 6      | Ilaria Cusinato            | Italia        | 4'38"08 |      |
| 5       | 8      | Sara Franceschi            | Italia        | 4'40"74 |      |
| 6       | 2      | Anja Crevar                | Serbia        | 4'40"84 |      |
| 7       | 1      | Zoe Vogelmann              | Germania      | 4'45"61 |      |
| 8       | 7      | Catalina Corró             | Spagna        | 4'46"03 |      |